# Philipp Jakob Ihle
Philipp Jakob Ihle (* 10. September 1736 in Esslingen; † nach 1790) war ein deutscher Kunst- und Porzellanmaler sowie Hofmaler des Prinzen Friedrich Eugen von Württemberg.

## Familie
Ihle war ein Sohn des Malers Johann Jakob Ihle († 1774) und seiner Frau Anna Margaretha Maria Zoller († 1785), einer Tochter des Pulvermachers Tobias Zoller, Obermeister und Mitglied des Großen Rats der Stadt Esslingen. Seine Brüder Johann Eberhard, Jeremias Gottlieb (1731–nach 1759), Daniel Friedrich (1734–1784) und Georg Tobias Ihle waren ebenfalls Maler.
Verheiratet war er in erster Ehe (1761) mit Louisa Charlotte Weiß, einer Tochter des Oberamtmanns Jakob Noah Weiß aus Großsachsenheim. Aus dieser Ehe gingen ein Sohn und eine Tochter hervor. Nach 1763 heiratete er Dorothea Sabina, die Tochter des Pfarrers Christoph Friedrich Hermann in Aldingen, doch wurde die Ehe 1787 geschieden. Eine dritte Ehe ging er später nach seiner Übersiedelung nach Mömpelgard ein.

## Leben und Werk
Seine Ausbildung erhielt Philipp Jakob Ihle wohl vom Vater, der in Esslingen als Porträtmaler tätig war. Er selbst ist ab etwa 1760 als Kunstmaler, ab 1763 bis 1770 als Kunst- und Porzellanmaler in Ludwigsburg an der von Herzog Carl Eugen gegründeten Porzellanmanufaktur nachweisbar. Um 1766 war er auch als Theatermaler tätig.
1769 malte Ihle für die Pfarrkirche in Großsachsenheim einen 37-teiligen Zyklus mit biblischen und heilsgeschichtlichen Szenen für die Emporenbrüstungen (nur teilweise erhalten). Möglicherweise stammen von ihm auch die Emporengemälde der Pfarrkirche in Aldingen.
Nach dem Niedergang der Ludwigsburger Residenz ging er spätestens 1772 nach Mömpelgard und wirkte dort als Hofmaler des Prinzen und späteren Herzogs Friedrich Eugen, wo er zuletzt 1790 belegt ist. Sein Verbleib nach dem Übergang der Herrschaft an die Franzosen ist unbekannt.